# Xanthosoma striatipes
Xanthosoma striatipes är en kallaväxtart som först beskrevs av Carl Sigismund Kunth och Carl David Bouché, och fick sitt nu gällande namn av Michael T. Madison. Xanthosoma striatipes ingår i släktet Xanthosoma och familjen kallaväxter. Inga underarter finns listade.